# Esercito dell'Ossezia del Sud
L'Esercito dell'Ossezia del Sud è la forza terrestre delle forze armate sud ossete. Formatosi nel 1992, l'Esercito dell'Ossezia del Sud è la forza di difesa primaria nella regione separatista sovrana dell'Ossezia del Sud, in gran parte considerata all'interno del riconosciuto territorio georgiano.

## Formazioni

### Quartier Generale dell'Esercito
- Stato Maggiore
- Compagnia d'Intelligence
- Battaglione delle Comunicazioni
- Battaglione dei Trasporti

### Esercito Regolare
- 10º Battaglione
- 11º Battaglione
- 13º Battaglione
- 15º Battaglione
- Brigata Corazzata
- Brigata Logistica

### Esercito di Riserva
- 17º Battaglione
- 18º Battaglione
- 19º Battaglione
- 20º Battaglione
- 21º Battaglione
- 22º Battaglione
- 23º Battaglione
- 25º Battaglione
- 26º Battaglione

## Personale ed addestramento
Ci sono 2500 membri attivi e circa 16.000 membri della riserva all'interno dell'Esercito dell'Ossezia del Sud (SOA). Dal momento dell'istituzione delle forze armate sud ossete nel 1992, il SOA ha svolto un ruolo importante in molti conflitti regionali. Il più riconoscibile è stato nella guerra del 2008 in Ossezia del Sud.
L'addestramento all'interno del SOA è condotto da esperti delle truppe sud ossete e membri delle VDV russe. Nell'agosto 2009 il SOA e la Russia riorganizzarono la 4ª Brigata Aeromobile come una brigata delle forze congiunte, che avrebbe una base militare russa attiva in Ossezia del Sud. Le truppe aviotrasportate russe sono segnalate per aver stabilito una base militare attiva al di fuori di Java, Ossezia del Sud e sono segnalati per avere addestrato reclute del SOA fin dall'estate del 2009.

## Fornitori
Fornitori stranieri: Russia.
Gli alleati includono Russia e Abcasia.

## Equipaggiamento

### Armi piccole
- AKM/AK-74: fucile d'assalto
- RPK: mitragliatrice leggera
- PK (mitragliatrice): mitragliatrice media
- NSV (mitragliatrice): mitragliatrice pesante
- RPG-7: lanciarazzi
- Makarov PM: pistola

### Carri armati da combattimento
- T-72 (T-72A più alcuni T-72Sim1 catturati dalla Russia dalla Georgia nell'agosto 2008, e dati all'Ossezia del Sud[1])
- T-62 (status sconosciuto)
- T-55 (in riserva dal 2011)

### Veicoli trasporto truppe
- BMP-1/BMP-2
- BTR-80
- Otokar Cobra (catturati dalla Georgia nell'agosto 2008[2])

### Obice semovente
- 2S1 Gvozdika

### Sistema di lanciarazzi multipli
- BM-21
- 9K38 Igla

## Parti dell'uniforme

### Colori del berretto
- Verde scuro:tutto il personale standard del SOA
- Blu chiaro:Fanteria Aviotrasportata russa e la 4ª Brigata Aeromobile della Repubblica dell'Ossezia del Sud.

### Uniforme da combattimento
Tutte le divise sono donate dalle forze terrestri russe, il modello 'Flora' 'tri-color' è questione di serie sull'intero SOA. Ma quando l'organizzazione del SOA venne completata dal Ministero della Difesa sud osseto nel 2012, era previsto che il SOA indossasse una variante della mimetica ucraina BDU.

## Conflitti
- Prima guerra in Ossezia del Sud
- Seconda guerra in Ossezia del Sud

## Spetsnaz dell'Esercito dell'Ossezia del Sud
Si vocifera che il SOA abbia istituito un piccolo gruppo di compagnie a grandezza naturale di addestramento specifico SOA Spetsnaz situati nel quartier generale della 4ª Brigata Aeromobile a Java. I SOA Spetsnaz sono segnalati per essere stati addestrati in Russia dalla fine del 2009, e hanno una forza di circa 65 soldati. Se esistono, i SOA Spetsnaz sarebbero altamente addestrati in azione diretta, di ricognizione speciale, cerca e distruggi, e in missioni di recupero personale. I SOA Spetsnaz sarebbero distinguibili dai loro berretti scarlatti.